# Stödparti
Stödparti kallas ett parti, som utan att ingå i regeringen i regel kan förmodas stödja regeringen vid omröstningar i riksdagen (parlamentet). Eftersom stödpartiet inte ingår i regeringen, är det formellt sett egentligen en del av oppositionen. 
Förekomsten av ett eller flera stödpartier kan i ett parlamentariskt system vara en nödvändighet för att en regering skall kunna sitta kvar vid makten, om regeringen är en minoritetsregering. Samarbetet mellan regering och stödparti kan vara formaliserat i olika grad. Ibland finns regelrätta samarbetsavtal, medan det i en annan situation kan förhålla sig så att stödpartiet självt väljer att stödja regeringen för att stödpartiet i den befintliga parlamentariska situationen inte ser något bättre regeringsalternativ. 
En minoritetsregering kan ibland stödja sig på olika oppositionspartier i olika frågor. Den har då inget stödparti utan förlitar sig på en så kallad hoppande majoritet.